# Pimoa zekogensis
Espèce
Pimoa zekogensis est une espèce d'araignées aranéomorphes de la famille des Pimoidae.

## Distribution
Cette espèce est endémique du Qinghai en Chine,. Elle se rencontre dans le xian de Zêkog.

## Description
Le mâle holotype mesure 8,09 mm.

## Étymologie
Son nom d'espèce, composé de zekog et du suffixe latin -ensis, « qui vit dans, qui habite », lui a été donné en référence au lieu de sa découverte, le xian de Zêkog.

## Publication originale
- Irfan, Wang, Zhao & Zhang, 2022 : « Three new species of the spider genus Pimoa Chamberlin & Ivie, 1943 (Araneae, Pimoidae) from Qinghai-Tibet Plateau of China. » Zootaxa, vol. 30, no 5092(3), p. 318-330.